# Rivière Rigaud
Pour les articles homonymes, voir Rigaud.
La rivière Rigaud, auparavant rivière à la Graisse, est un cours d'eau de l'Est de l'Ontario et de l'ouest du Québec. Elle prend sa source au sud de Vankleek Hill puis coule vers l'est, entrant sur le territoire du Québec. Elle y rejoint la rivière Rigaud Est, laquelle coule du sud, puis bifurque vers le nord pour se jeter dans la baie de Rigaud, élargissement de la rivière des Outaouais (lac des Deux Montagnes) à Rigaud.

## Toponymie
Le toponyme de la rivière Rigaud est officialisé depuis 1968. La rivière s'appelait autrefois la rivière à la Graisse et son nom a été modifié à l'initiative de l'ancien maire de Rigaud, Gustave Boyer. Le toponyme de la baie de Rigaud, dans laquelle se jette la rivière Rigaud, est officialisé depuis 1972. Deux tributaires de la rivière Rigaud portent ou ont porté ce toponyme : la rivière Rigaud Est et la rivière Rigaud Sud, qui s'appelle maintenant la rivière à la Graisse, laquelle s'est également appelée ruisseau Quesnel. Le nom de la Graisse proviendrait de l'aspect gluant ou visqueux des eaux de la rivière. Le toponyme Quesnel provient quant à lui des familles Quesnel résidant dans la seigneurie de Rigaud. Ce patronyme est encore fréquent dans la région, comme celui de l'entreprise de matériaux de construction de Sainte-Marthe.

## Hydrographie

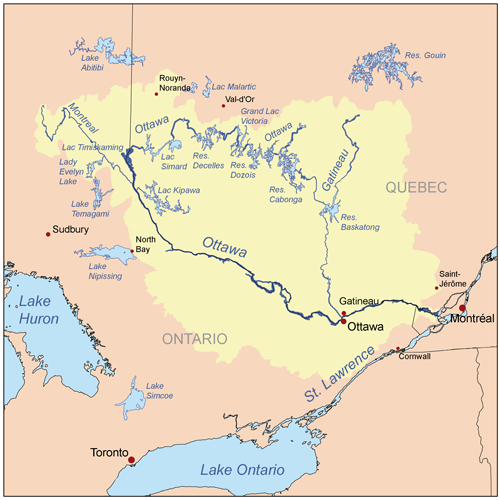
Bassin hydrographique de la rivière des Outaouais.

La rivière Rigaud arrose les municipalités de Vankleek Hill, de Glengarry Nord (Dalkeith) et de Hawkesbury Est (Saint-Eugène) en Ontario, de même que Très-Saint-Rédempteur et Rigaud au Québec. Le bassin versant de la rivière Rigaud couvre une superficie de 538 km2, dont 458 km2 (85,2 %) en Ontario et 80 km2 (14,8 %) au Québec. La rivière Rigaud coule dans la plaine de l'Outaouais.
La longueur de la rivière Rigaud dans sa partie québécoise est de 33,7 km. Les eaux de la rivière Rigaud sont drainées par les sols environnants de composition argileuse. À la fonte des neiges, d'importantes quantités d'eau sont également drainées du haut de la montagne de Rigaud. Les berges de la rivière Rigaud sont instables et sujettes à des glissements de terrain dans le secteur du Petit-Brûlé à Rigaud, comme plusieurs événements dans l'histoire et encore en 2010 en attestent.
La rivière Rigaud Est est un tributaire de la rive droite de la rivière Rigaud. La rivière à la Graisse est un petit cours d'eau qui se jette dans la rivière Rigaud Est, à environ 8 km au sud-ouest de la baie de Rigaud. Ce cours d'eau, long de 8 km, coule vers le nord le long de la frontière entre le Québec de l'Ontario. À Glengarry Nord, le Spring Creek est un tributaire de la rive droite alors que le Cat Creek est tributaire sur la rive gauche. Les eaux et milieux humides dans le cours moyen de la rivière Rigaud (North Glengarry) sont nettement insuffisants car ils y couvrent seulement 4 % du territoire contre une valeur souhaitable de 7 % à 10 %.

## Qualité de l'eau
Différents indicateurs mesurés en 1983 montrent alors une piètre qualité de l'eau de la rivière Rigaud, affichant des concentrations extrêmement élevées en ammoniac, ammoniac toxique, phosphore et de cyanobactéries, à la frontière Ontario/Québec. L'indice de benthos de l'eau de la rivière Rigaud mesuré près de sa source en Ontario en 2007 est de 6,01, soit une valeur supérieure à la norme maximale acceptable de 5. La concentration de phosphore est également trop élevée, soit 0,062 mg/L, une valeur deux fois plus élevée que la norme maximale de 0,03.

## Flore et faune
Dans le cours moyen et supérieur, 27 espèces de poisson sont répertoriées, dont aucune d'intérêt écologique particulier. Dans le cours inférieur, à Rigaud, les rapides de la rivière abritent une frayère et un sanctuaire de pêche où vient le doré jaune, le doré noir, la marigane noire et le grand brochet. Le pH et la concentration élevée de calcium font de la rivière Rigaud un milieu propice à la prolifération de la moule zébrée, une espèce envahissante. Dans les eaux de la rivière Rigaud à Rigaud, et de son affluent, le ruisseau du Bas de la Rivière, nagent l'omble de fontaine, la truite arc-en-ciel et la perchaude. Les données historiques indiquent que l'alose savoureuse vivait dans la rìvière Rigaud en 1972.

## Sites d'intérêt
- Sites d'intérêt de niveau provincial : Marécage du Black Lake, Marécage du Mud Lake, milieux humides de la rivière Rigaud
- Sites d'intérêt naturel et scientifique : Forêt de la source de la rivière, Forêt de Kirkhill[6]

## Histoire
Un ancien barrage a déjà été aménagé sur la rivière Rigaud à Rigaud. En 2003, on s'inquiète de la croissance de l'industrie porcine dans le bassin supérieur de la rivière dans l'est de l'Ontario.

## Activités
À l'intérieur du territoire de la municipalité de Glengarry Nord, le bassin versant de la rivière Rigaud se caractérise par une utilisation du territoire dominée par l'agriculture. Le couvert forestier y représente 27 % du territoire, ce qui est acceptable et permet le développement de la flore et faune indigènes. Toutefois, l'intérieur forestier ne couvre que 2,5 % du terrain, ce qui est insuffisant pour préserver les espèces sensibles nécessitant de grands boisés. La partie du bassin versant de la rivière Rigaud située au Québec est à peu près également partagée entre les espaces boisés (4 000 ha) et les espaces agricoles (3 700 ha). Les superficies urbanisées correspondent aux noyaux villageois de Très-Saint-Rédepteur et de Rigaud, soit 160 ha. Le maïs et le soja constituent 65 % des superficies cultivées dans le bassin versant québécois de la rivière Rigaud, contre 15 % pour les pâturages. La production animale est essentiellement axée sur les vaches laitières. Un sanctuaire de pêche est localisé sur des tronçons de la rivière Rigaud. Sur les rives de la rivière Rigaud se retrouvent les établissements et lieux suivants.
Lieux et établissements le long de la rivière Rigaud
| Municipalité | Rive gauche              | Rive droite |
| ------------ | ------------------------ | --- |
| Rigaud       | - Auberge Rivière Rigaud | - Station de ski Mont Rigaud - Collège Bourget - Bibliothèque de Rigaud (ancien hôtel de ville de Rigaud) - Vignoble La romance du vin |

Le chemin du Bas-de-la-Rivière, le chemin des Érables et la rue Saint-Pierre, qui longent la rivière Rigaud, sont identifiés comme des chemins de paysage par la municipalité régionale de comté de Vaudreuil-Soulanges.

## Ouvrages d'art

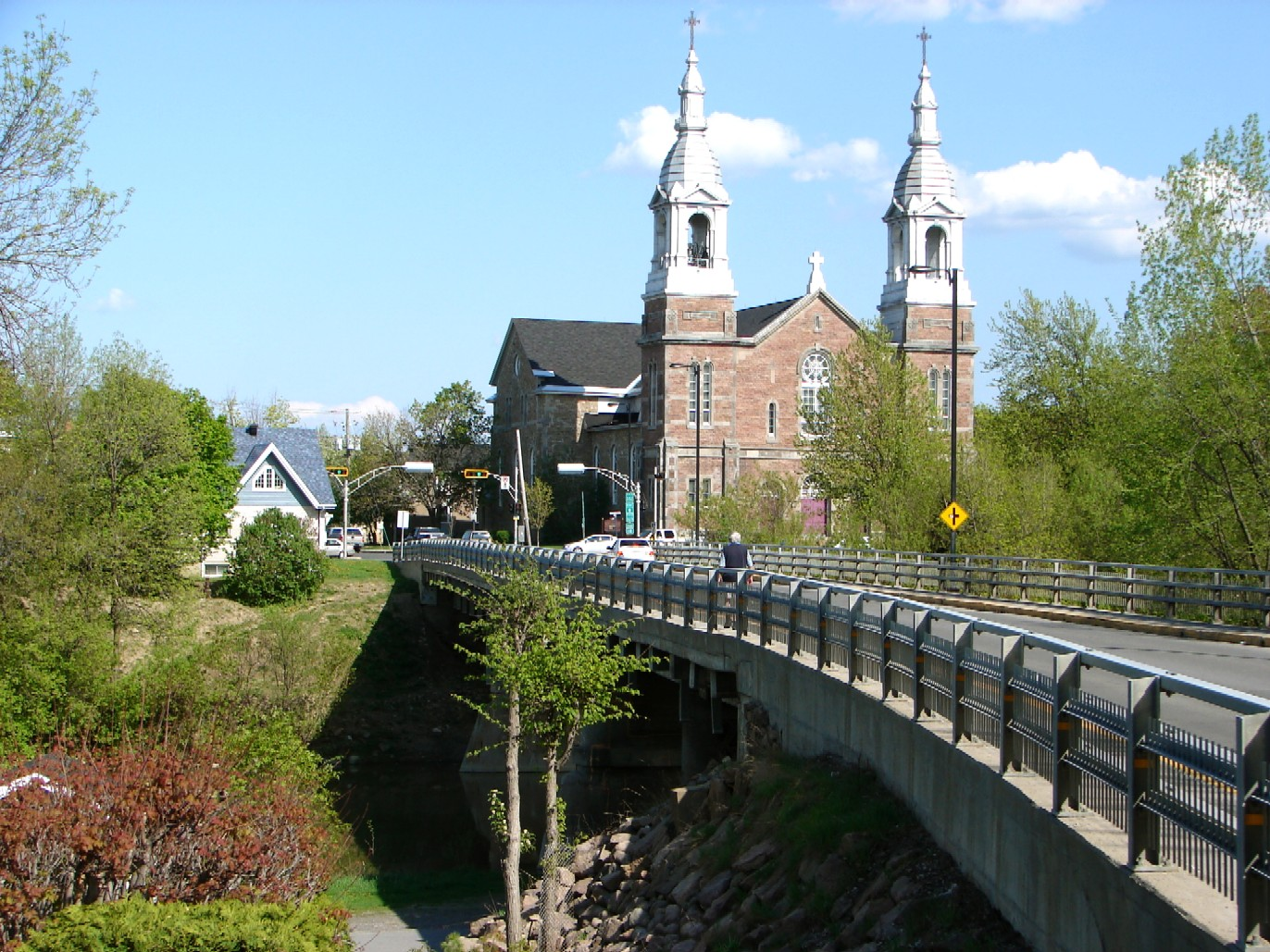
Pont Rigaud-De Cavagnal

Les principaux ponts traversant la rivière Rigaud sont, de la source à l'embouchure :
- le pont de la rivière Rigaud (route 34) à Lochinvar[23] ;
- le pont Rigaud-De Cavagnal (route 342) à Rigaud ;
- le pont ferroviaire du Canadien Pacifique près de la gare de Rigaud ;
- le pont de l'autoroute Félix-Leclerc (A-40) à Rigaud.